# Viljam Johansson
Pour les articles homonymes, voir Johansson.
Frans William « Viljam » « Turun Jussi » Johansson  (né le 18 avril 1887 à Turku et mort le 8 août 1931 aux États-Unis) est un athlète finlandais spécialiste du fond. Son club était le Turun Urheiluliitto.

## Biographie

### Palmarès
| Date | Compétition           | Lieu      | Résultat | Épreuve          | Performance   |
| ---- | --------------------- | --------- | -------- | ---------------- | ------------- |
| 1912 | Jeux olympiques d'été | Stockholm | 11e      | Cross individuel | 48 min 03 s 0 |

### Records
| Épreuve      | Performance   | Lieu      | Date |
| ------------ | ------------- | --------- | ---- |
| 3 000 mètres | 8 min 57 s 2  | Stockholm | 1912 |
| 5 000 mètres | 15 min 31 s 4 | Stockholm | 1912 |